# Svazek obcí Střední Pojizeří
Svazek obcí Střední Pojizeří je dobrovolný svazek obcí podle zákona v okresu Mladá Boleslav, jeho sídlem je Klášter Hradiště nad Jizerou a jeho cílem je rozvoj mikroregionu, cestovního ruchu a životního prostředí. Sdružuje celkem 9 obcí a byl založen v roce 2003.

## Obce sdružené v mikroregionu
- Bílá Hlína
- Dolní Krupá
- Horní Bukovina
- Chocnějovice
- Jivina
- Klášter Hradiště nad Jizerou
- Mukařov
- Neveklovice
- Ptýrov
- Strážiště